# Grotte de Achbinico
La grotte de Achbinico, aussi appelé grotte de Saint-Blaise, est un lieu de pèlerinage catholique situé à Candelaria, à Tenerife (îles Canaries). Des Guanches y ont placé l'image originale de la Vierge de la Candelaria (patronne des îles Canaries). Outre son importance religieuse, la grotte a aussi une grande importance archéologique.

## Description
C'est une longue et profonde caverne située sur le rivage, derrière la basilique de la Candelaria. Le toit est en forme de dôme ; il mesure 14 mètres de longueur sur 6 mètres de largeur et 5 mètres de hauteur. Cette grotte est visitée par des pèlerins. À l'intérieur se trouve une réplique en bronze de la Vierge de la Candelaria ainsi qu'une image de San Blas.
Des fouilles archéologiques ont montré que la grotte était un lieu de culte longtemps avant que les Guanches aient placé l'image de la Vierge à l'intérieur.

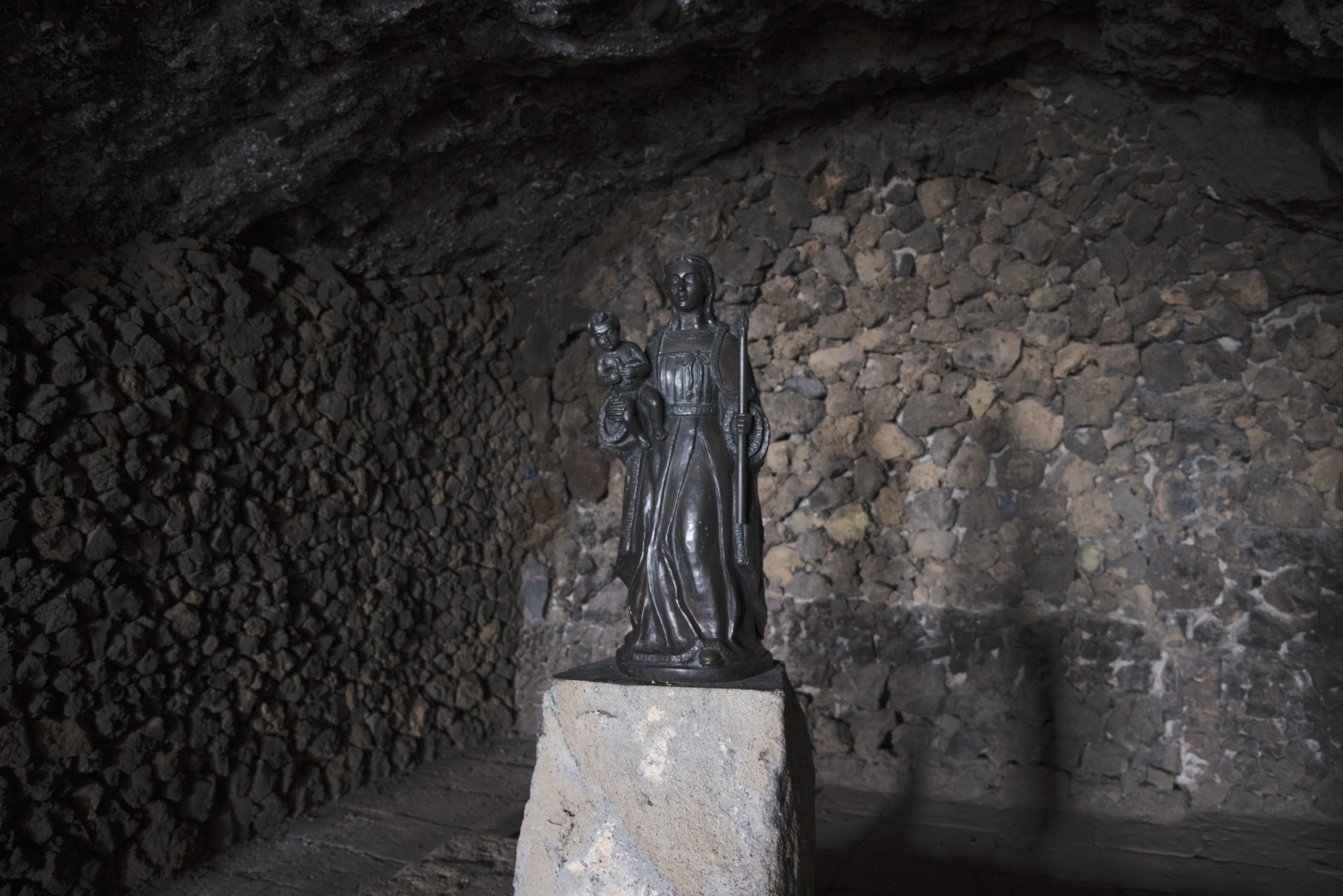
Statue de Notre-Dame de Candelaria dans la grotte d'Achbinico.